# Munidopsis tuftsi
Munidopsis tuftsi är en kräftdjursart som beskrevs av Ambler 1980. Munidopsis tuftsi ingår i släktet Munidopsis och familjen trollhumrar. Inga underarter finns listade i Catalogue of Life.